# Temuka

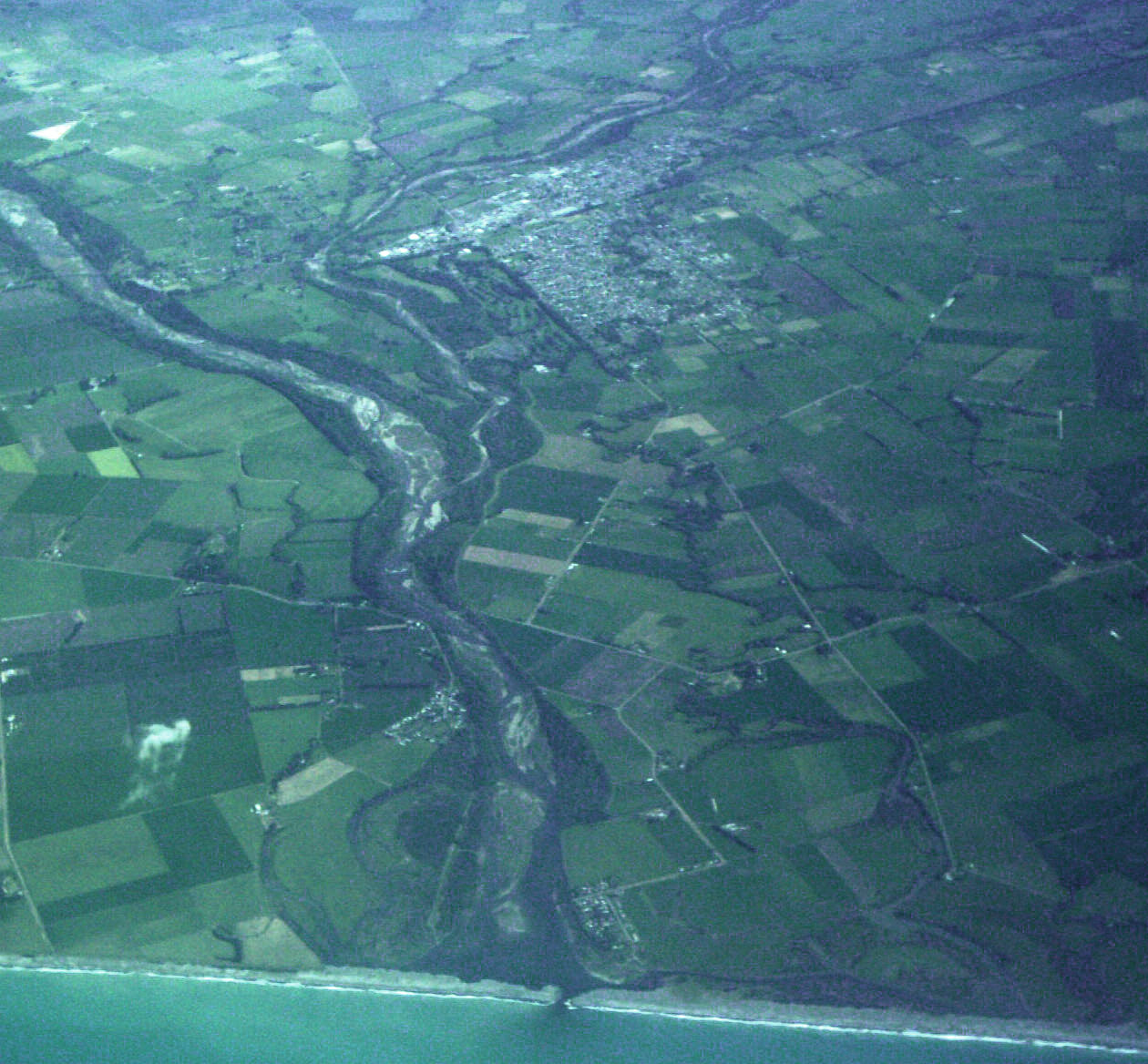
Luftaufnahme von Temuka und dem Opihi River

Temuka ist eine Kleinstadt im Timaru District der Region Canterbury auf der Südinsel von Neuseeland.

## Namensherkunft
Der Name der Stadt stellt vermutlich eine Verkürzung des Begriffes „te umu-kaha“ dar, der der Sprache der Māori entstammt und so viel wie „der starke Erdofen“ bedeutet. In Erdöfen bereiteten die Māori ihre Speisen (siehe hierzu Hāngī).

## Geographie
Die Stadt befindet sich rund 17 km nördlich von Timaru und 53 km südwestlich von Ashburton am Zusammenfluss des Hae Hae Te Moana River mit dem Waihī River, die den Temuka River bilden. Dieser mündet nach nur 6,7 km südöstlich der Stadt in den Opihi River, der die Stadt südlich passiert und rund 6 km südöstlich seinen Zugang zum Pazifischen Ozean findet.

## Geschichte
An dem Ort der heutigen Stadt existierte früher ein Pā (Dorf) des Māori-Stammes der Ngāi Tahu. Die europäische Besiedlung der Gegend begann 1853 durch den Siedler William Hornbrook, der am Flussufer des Opihi River ein Camp errichtete. Als östlich der heutigen Eisenbahnstrecke das Land für eine Stadt vermessen wurde, übernahm man zunächst den Namen des Māori-Pā, Arowhenua. 1863 kaufte dann der Landvermesser Samuel Hewlings, der den Plan der zukünftigen Stadt erstellt hatte, ein angrenzendes Areal, das er mit dem Ortsnamen Wallingford versah. Um das Jahr 1866 setzte sich der Name Temuka für die beiden nahe zusammenliegenden Siedlungen durch, die 1899 dann auch formell zusammengeführt wurden.

## Bevölkerung
Zum Zensus des Jahres 2013 zählte der Ort 4047 Einwohner, 0,07 % mehr als zur Volkszählung im Jahr 2006.

## Wirtschaft
Die Stadt ist für die Herstellung von Ton- und Keramikprodukten sowie für keramische Isolatoren bekannt. Für das Umland ist die Stadt Versorgungszentrum für den täglichen  und den landwirtschaftlichen Bedarf. Die Milchwirtschaft spielt in der Gegend neben der Schafzucht, dem Getreide- und Gartenbau eine tragende Rolle. Im Dezember 2016 kündigte das neuseeländische Unternehmen Fonterra an, in der Nähe von Temuka für 240 Mio. NZ$ eine Fabrik zur Herstellung von Mozzarella zu errichten, die nach Angaben der Firma die größte Fabrik ihrer Art auf der südlichen Halbkugel werden soll.
Des Weiteren ist in Temuka das Transportunternehmen Temuka Transport angesiedelt, das mit über 40 Lastkraftwagen den südlichen Teil von Canterbury bedient. Ein weiteres Unternehmen, das sich Temuka Homeware nennt, stellt Geschirr aus Keramik her.

## Infrastruktur

### Straßenverkehr
Durch Temuka führt der New Zealand State Highway 1, der die Stadt auf direktem Weg mit Timaru verbindet und nach Nordosten an Ashburton anbindet.

### Schienenverkehr
Temuka liegt an der Bahnstrecke Lyttelton–Invercargill. Die Eisenbahn erreichte den Ort 1876. Nachdem im Februar 2002 der Southerner eingestellt wurde, findet hier heute ausschließlich Güterverkehr statt.

### Bildungswesen
Die Stadt besitzt zwei Grundschulen und eine weiterführende Bildungseinrichtung. Mit der Temuka Primary School verfügt sie über eine Grundschule mit den Jahrgangsstufen 1 bis 6. Im Jahr 2015 besuchten 225 Schüler die Schule. Eine weitere Grundschule ist die katholische St Joseph's School mit den Jahrgangsstufen 1 bis 8. Im Jahr 2015 besuchten 98 Schüler die Schule. Mit dem Opihi College verfügt die Stadt über eine weiterführende Schule, die die Jahrgangsstufen 7 bis 13 führt. Im Jahr 2014 besuchten 291 Schüler die Schule.

## Persönlichkeiten
- Ada May Plante (1875–1950), neuseelandgebürtige, australische Malerin